# Igreja de Mondrões
A Igreja de Mondrões, ou Igreja de São Tiago, está situada na freguesia de Mondrões, no município de Vila Real, no Distrito de Vila Real, em Portugal.
Está classificada como Imóvel de Interesse Público desde 1982.